# Laportea lanceolata
Laportea lanceolata là loài thực vật có hoa trong họ Tầm ma. Loài này được (Engl.) Chew mô tả khoa học đầu tiên năm 1965.